# Бьеркандера опалённая
Бьерканде́ра опалённая (лат. Bjerkandera adusta) — вид грибов, входящий в род Бьеркандера (Bjerkandera) семейства Мерулиевые (Meruliaceae). Один из самых широко распространённых грибов в мире, вызывает белую гниль древесины. Его распространённость считается одним из показателей влияния человека на природную среду.

## Описание

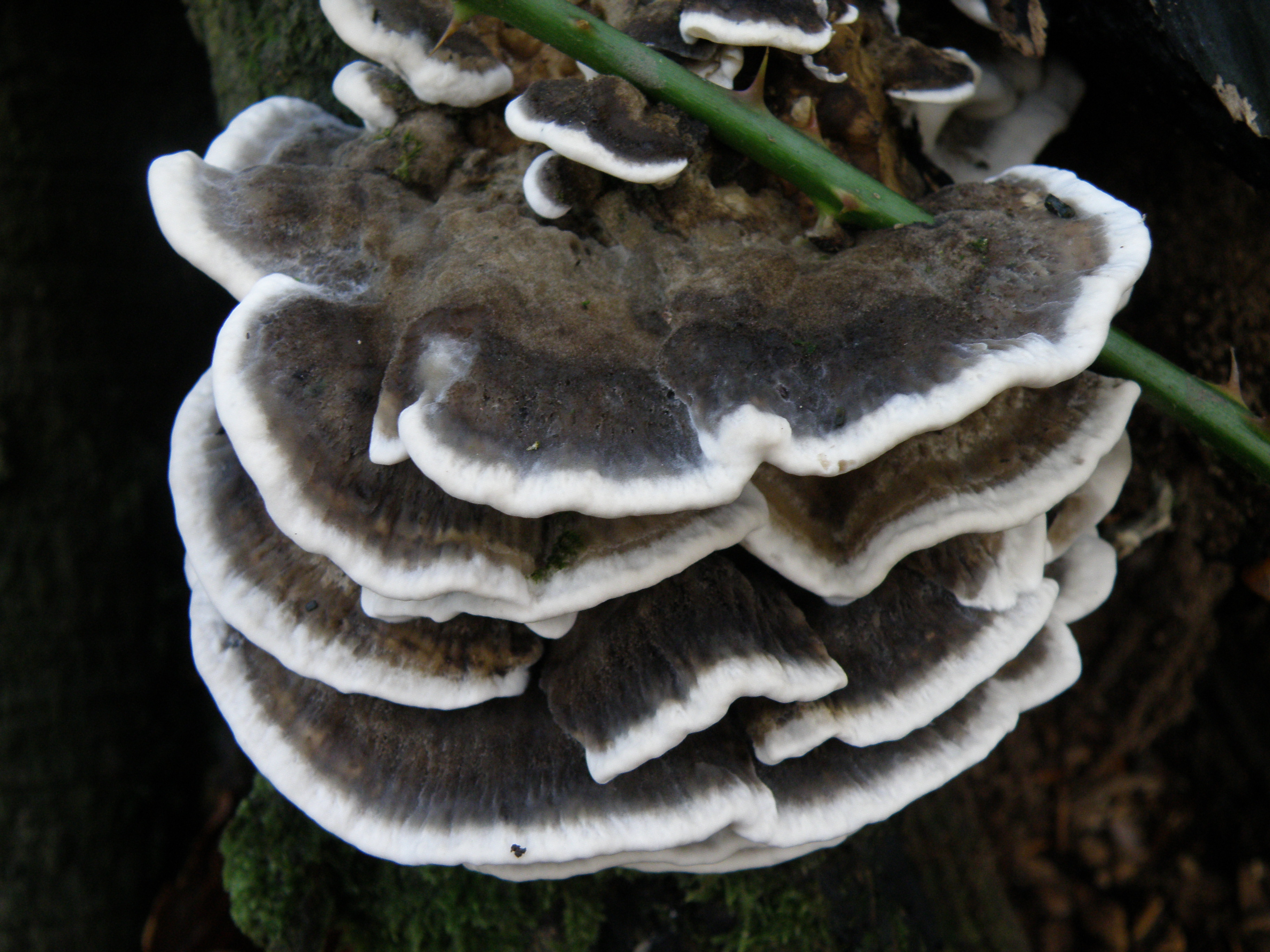
Плодовое тело

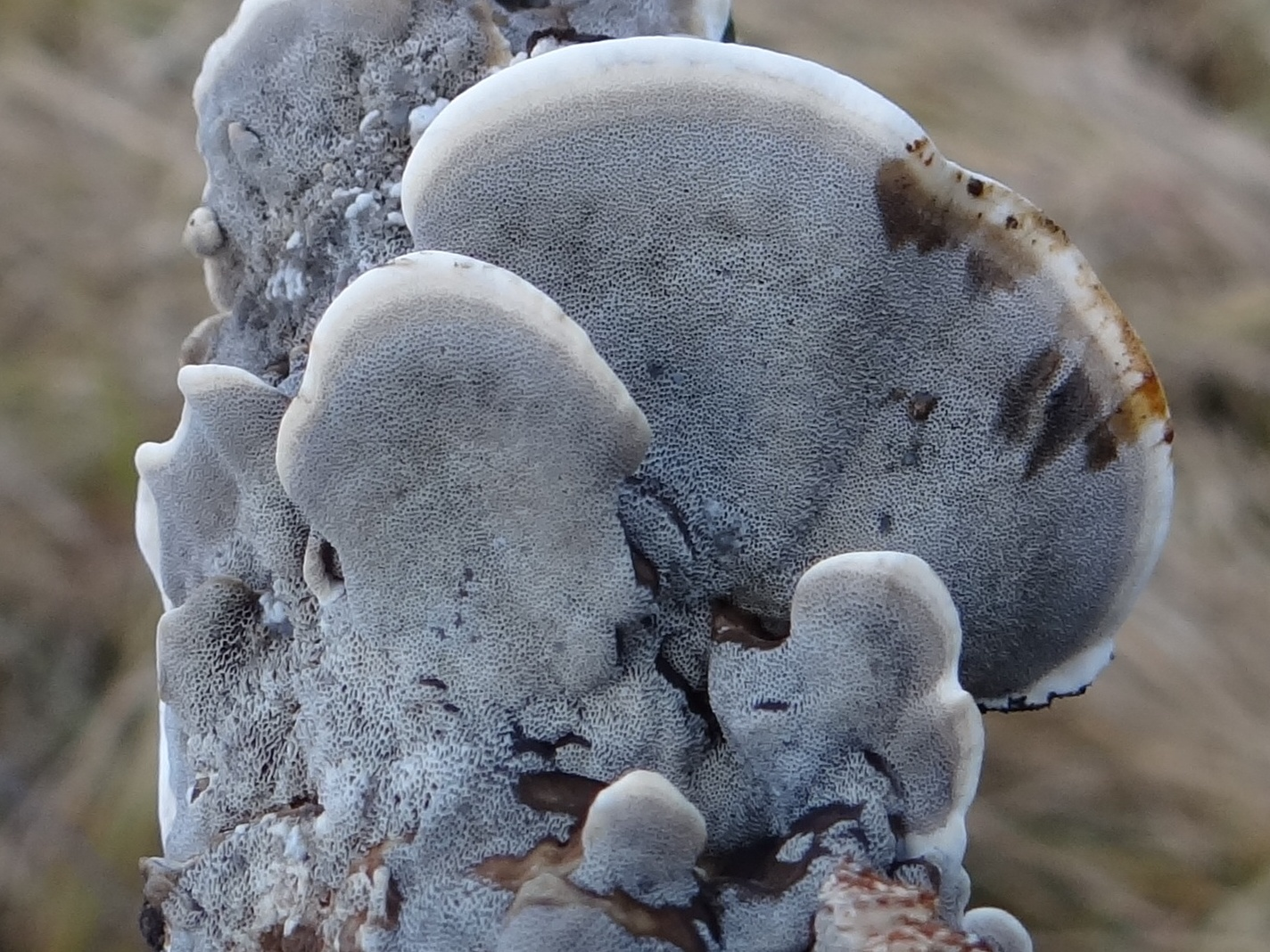
Гименофор

Плодовые тела однолетние, лишённые ножки, часто почти распростёртые, с небольшой приподнятой над субстратом частью, однако почти никогда не полностью распростёртые, мягкие, гибкие и тонкие, 1—4×2—7 см. Верхняя поверхность отогнутой шляпки войлочно-волокнистая, затем нередко голая или шершавая, обычно мелкоморщинистая, от беловатой до желтовато-сероватой и буроватой. Край шляпки обычно более тёмный, острый, часто немного изогнутый.
Гименофор трубчатый, тонкий, изначально беловатый, быстро сереющий до дымчатого и почти чёрного. Поры угловато-округлые, по 5—7 на миллиметр.
Гифальная система мономитическая. Гифы различной толщины, маловетвистые, неокрашенные или сероватые, в мякоти переплетённые, в гименофоре параллельные. Базидии четырёхспоровые, булавовидные. Споры эллиптические, неокрашенные, 4,5—6×2,5—3 мкм.
Бьеркандера не содержит каких-либо ядовитых веществ и не обладает неприятным вкусом, однако её жёсткие плодовые тела не дают причислять её к съедобным грибам.

### Сходные виды
Бьеркандера опалённая легко определяется по пепельно-серой до почти чёрной окраске гименофора и кремовой верхней поверхности шляпки (если она выражена). Второй вид рода, Бьеркандера дымчатая, отличается более толстыми, охристо-желтоватыми плодовыми телами, трубочки более крупные, с возрастом не чернеют, а буреют.

## Ареал и экология
Бьеркандера — космополит с очень широким ареалом. В России известен во всех регионах от Европейской части до Дальнего Востока.
Бьеркандера опалённая — сапротроф, произрастающий на пнях, сухостое и валеже самых разнообразных пород деревьев, иногда — на погибающих деревьях (наиболее часто — на берёзе, однако также и на других лиственных деревьях из различных семейств, на хвойных редка).

## Таксономия
Бьеркандера опалённая была впервые описана Карлом Людвигом Вильденовом в сборном роде трубчатых грибов. В 1879 году известный финский миколог Петер Адольф Карстен описал по нему новый род Bjerkandera, назвав его по имени шведского естествоиспытателя Класа Бьеркандера.

### Синонимы
- Boletus adustus Willd., 1787basionym
- Boletus carpineus Sowerby, 1799
- Boletus concentricus Schumach., 1803
- Boletus crispus Pers., 1799
- Boletus fuscoporus Planer, 1788
- Boletus isabellinus Schwein., 1822
- Boletus pelleporus Bull., 1791
- Boletus suberosus var. flabelliformis Batsch, 1789
- Coriolus alabamensis Murrill, 1907
- Daedalea fennica (P.Karst.) P.Karst., 1906
- Daedalea oudemansii var. fennica P.Karst., 1882
- Daedalea solubilis Velen., 1926
- Gloeoporus adustus (Willd.) Pilát, 1937
  - Gloeoporus adustus f. atropileus (Velen.) Pilát, 1937
  - Gloeoporus adustus f. excavavatus (Velen.) Pilát, 1937
  - Gloeoporus adustus f. solubilis (Velen.) Pilát, 1937
  - Gloeoporus adustus f. tegumentosus (Velen.) Pilát, 1937
- Grifola adusta (Willd.) Zmitr. & Malysheva, 2006
- Leptoporus adustus (Willd.) Quél., 1886
  - Leptoporus adustus f. resupinatus Bourdot & Galzin, 1928
  - Leptoporus adustus f. viridans Pilát, 1936
  - Leptoporus adustus f. zonatulus Quél., 1886
- Leptoporus albellus (Peck) Bourdot & L.Maire, 1920
  - Leptoporus albellus f. raduloides Pilát, 1932
- Leptoporus crispus (Pers.) Quél., 1886
- Leptoporus nigrellus Pat., 1903
- Microporus gloeoporoides (Speg.) Kuntze, 1898
- Microporus lindheimeri (Berk. & M.A.Curtis) Kuntze, 1898
- Polyporus adustus (Willd.) Fr., 1821
  - Polyporus adustus f. resupinatus Bres., 1922
  - Polyporus adustus subsp. carpineus (Sowerby) Fr., 1874
  - Polyporus adustus var. argenteus (Ehrenb.) Pers., 1825
  - Polyporus adustus var. carpineus (Sowerby) Pers., 1825
  - Polyporus adustus var. pelleporus (Bull.) Pers., 1825
- Polyporus amesii Lloyd, 1907
- Polyporus atropileus Velen., 1925
- Polyporus burtii Peck, 1897
- Polyporus carpineus (Sowerby) Fr., 1818
- Polyporus cinerascens Velen., 1922
- Polyporus crispus (Pers.) Fr., 1821
  - Polyporus crispus f. resupinatus Bres., 1922
- Polyporus curreyanus Berk. ex Cooke, 1886
- Polyporus digitalis Berk., 1854
- Polyporus dissitus Berk. & Broome, 1875
- Polyporus excavatus Velen., 1922
- Polyporus fumosogriseus Cooke & Ellis, 1881
- Polyporus halesiae Berk. & M.A.Curtis, 1853
- Polyporus lindheimeri Berk. & M.A.Curtis, 1872
- Polyporus macowanii Kalchbr., 1881
- Polyporus macrosporus Britzelm., 1894
- Polyporus murinus Rostk., 1838
- Polyporus ochraceocinereus Britzelm., 1895
- Polyporus scanicus Fr., 1863
- Polyporus secernibilis Berk., 1847
- Polyporus subcinereus Berk., 1839
- Polyporus tegumentosus Velen., 1925
- Polystictus adustus (Willd.) Gillot & Lucand, 1890
- Polystictus alabamensis (Murrill) Sacc. & Trotter, 1912
- Polystictus carpineus (Sowerby) Konrad, 1923
- Polystictus gloeoporoides Speg., 1889
- Polystictus ochraceostuppeus Lloyd, 1916
- Polystictus puberulus Bres., 1920
- Poria argentea Ehrenb., 1818
- Poria carnosa Rostr. ex Sacc. & D.Sacc., 1905
- Poria curreyana (Berk. ex Cooke) G.Cunn., 1947
- Tyromyces adustus (Willd.) Pouzar, 1966